# Glinzendorf
Glinzendorf là một thị trấn ở huyện Gänserndorf thuộc bang Niederösterreich nước Áo. Đô thị Glinzendorf có diện tích 10,44 km², dân số năm 2001 là 255 người.